# Lester Frank Ward
Lester Frank Ward (18. červen 1841 Joliet, Illinois – 18. duben 1913 Washington, D.C.) byl americký sociolog, paleontolog, biolog a první prezident Americké sociologické společnosti.
Ward věřil, že posláním vědy je sloužit člověku. Sociologii považoval za vědu, z níž může lidstvo těžit nejvíc. Podle Warda by sociologie, která by rozumně a vědecky řídila společenský a ekonomický rozvoj, měla zavést všeobecné vzdělání či regulaci hospodářské soutěže. Ward se také silně zasazoval o rovná práva žen.

## Život
Lester Frank Ward se narodil 18. června 1841 ve městě Joliet jako nejmladší z 10 dětí do rodiny Justuse Warda a Silence Roplh Ward. Když byl Wardovi rok, jeho rodina se přestěhovala blíže k Chicagu do města Cass, které je v dnešní době známé jako Downers Grove. Poté se jeho rodina přestěhovala do nedalekého St. Charles v Illinois, kde jeho otec postavil svou vlastní firmu na výrobu železničních pražců.
Ward šel poprvé do školy St. Charles v Kane County ve svých 9 letech. O čtyři roky později se s rodiči a starším bratrem přestěhovali do Iowy. V roce 1858 Justus Ward neočekávaně zemřel a jeho rodina se vrátila zpět do města St. Charles. Jeho matka, která žila nedaleko s Wardovou sestrou, se stěhováním nesouhlasila a chtěla, aby chlapci zůstali v Iowě a pokračovali v práci svého otce.
Ward žil s bratrem ve staré rodinné usedlosti, kde pracovali na farmě. Oba se chtěli vzdělávat. V roce 1858 se bratři přestěhovali do Pensylvánie za svým starším bratrem, který začal podnikat ve výrobě vagónových kol. Oba chlapci zde viděli příležitost přiblížit se k civilizaci a k možnosti studovat na vysoké škole.
Podnikání se nezdařilo a Ward, který stále neměl peníze na vysokou školu, si našel práci v malé školní jídelně. Nakonec našetřil peníze a v roce 1860 se zapsal do Institutu Susquehanna Collegiat.
Na Institutu poznal Elizabeth „Lizzie“ Carolyn Vought (některé zdroje uvádějí Bought) a vášnivě se zamiloval. Téměř ihned nato se Ward připojil k Pensylvánskému pluku a byl poslán na frontu občanské války, kde byl zraněn. Po konci války začal Ward spolupracovat s federální vládou ve Washingtonu, D.C., kam se s Lizzie přestěhovali. Lizzie Wardovi pomáhala při vydávání buletinu věnovanému svobodnému myšlení a útokům na organizované náboženství.  Brzy se jim narodil syn, který ale zemřel během svého prvního roku života. Lizzie zemřela v roce 1872. Ward se v roce 1873 oženil s Rosamondou Asenath Simons. 
Po přestěhování do Washingtonu, D.C. začal studoval na Kolumbijské univerzitě. V roce 1869 úspěšně dokončil bakalářské studium v oboru umění a v roce 1871 získal magisterský titul v oboru umění a bakalářský titul v oblasti práva.
Ward nikdy nepracoval se zákonem a soustředil se na kariéru ve federální vládě. Téměř veškerý výzkum v oblastech geologie, paleontologie, archeologie a antropologie byl soustředěn ve Washingtonu, D.C. V této době pracoval jako vědec federální vlády, což byla velmi prestižní a vlivná pozice. V roce 1883 byl jmenován geologem USGS. V roce 1892 byl jmenován paleontologem USGS. Na této pozici působil do roku 1906, kdy rezignoval, aby se mohl stát profesorem sociologie na Brownově univerzitě.
Ward zemřel v roce 1913 ve Washingtonu, D.C. Ward je pochován ve Watertownu ve státě New York.

## Sociologický přínos
V 80. letech 19. století byla sociologie ovlivňována především ideologiemi z levého a pravého politického spektra, které si vykládaly sociologii po svém. Pravici zastupoval Herbert Spencer a levici Karl Marx. Ačkoli spolu nesouhlasili v mnoha tématech, v jednom se shodovali – před silou evoluce je lidstvo v podstatě bezmocné. Ward ostře nesouhlasil s myšlenkami Herberta Spencera a jeho žáka Williama Grahama Sumnera, kteří prosazovali evolucionismus a zásadu laissez-faire.
Vydáním dvoudílné publikace Dynamická sociologie se Ward snažil upozornit na důležitost experimentů a vědeckých metod v sociologii. Sociologii vnímal jako nejdůležitější vědu ze všech, která má sloužit člověku.
Podle jeho názoru by chudoba mohla být minimalizována či dokonce zcela eliminována systematickým zásahem společnosti. Lidé nejsou před silou přírody a evoluce bezmocní, právě naopak. Skrze sílu rozumu může člověk převzít kontrolu nad situací a nasměrovat evoluci společnosti. Tuto schopnost označuje Ward jako telesis. Sociologie, která vědecky a rozumně řídí sociální a ekonomický rozvoj, by měla zavést všeobecné vzdělání, regulaci hospodářské soutěže, propojovat občany na základě rovných možností a kooperace a celkově podporovat spokojenost a svobodu občanů.

### Rovnoprávnost žen
Ward byl velkým zastáncem rovnoprávnosti žen, a dokonce předpověděl rozmach feminismu. V současné době historikové (například Ann Taylor Allenová) považují Warda za feministického autora, i když někteří tvrdí (např. Clifford H. Scott), že sufražetky jeho myšlenky nebraly v úvahu. 

### Rasová nadřazenost
Ward, jakožto republikán, byl pro zrušení otroctví ve Spojených státech, a proto v Americké občanské válce bojoval na straně Unie. Nicméně při hlubším zkoumání Wardova díla Dynamická sociologie lze objevit pasáže, které by se podle dnešních měřítek daly považovat za rasistické a etnocentrické. Můžeme v nich najít zmínky o nadřazenosti západní kultury a barbarství amerických indiánů a černé rasy.
Ward žil později ve Washingtonu D.C., což bylo tehdejší centrum antropologického výzkumu ve Spojených státech, a proto měl vždy přístup k nejnovějším zjištěním. Na začátku 20. století se pak začal více věnovat otázce rasy (k tomuto tématu ho pravděpodobně přivedl W.E.B. Du Bois a Franz Boas). V této době byl jeho pohled na danou věc mnohem pokrokovější než pohled jakéhokoliv tehdejšího „bílého“ akademika.

### Lamarckismus
Ward je často označován za přívržence Jeana-Baptiste Lamarcka (lamarckismus). Wardův článek s názvem „Neodarwinismus a neolamarckismus“ ukazuje Wardovy hluboké znalosti této problematiky. Přestože se Ward sám považoval za neolamarckistu, zároveň naprosto s nadšením přijímal Darwinovy objevy a teorie (ty se v určitých myšlenkách od lamarckismu zásadně liší). Na druhou stranu se ale domníval, že musel existovat jistý mechanismus, který umožnil přírodním faktorům ovlivnit evoluci rychleji v porovnání s Darwinovým (poměrně pomalým) evolučním procesem. V současné době nejnovější teorie epigenetiky říká, že Wardův pohled byl správný, i když tradiční stoupenci darwinismu nepřestávají lamarckismus zesměšňovat.

### Teorie války a konfliktu
Ve svém díle „Pure Sociology. A Treatise on the Origin and Spontaneous Development of Society“ z roku 1903 Ward říká, že konflikt a válka jsou síly, které jsou nejvíce zodpovědné za pokrok lidstva. Skrze konflikt získali hominidé převahu nad zvířaty. Skrze konflikt a válku Homo sapiens vyhladily méně rozvinuté hominidy a skrze válku technologicky vyspělé rasy a národy rozšířily své území a civilizaci. Ward vnímá válku jako přirozený evoluční proces. A stejně jako všechny evoluční procesy je válka nevyzpytatelná, pomalá, často neefektivní a nebere ohled na bolest, kterou způsobí. Podle Warda by jedním z hlavních cílů aplikované sociologie měla být snaha nahradit válku systémem, který sice zachová pozitivní složky toho, co nám válka přinesla, ale zároveň ho nebudou charakterizovat výše zmíněné nevýhody.

## Dílo
- Guide to the Flora of Washington, D.C and Vicinity. 1881.
- Dynamic Sociology (2 vols.) 1883, 1897.
- Sketch of Paleo-Botany. 1885.
- Synopsis of the Flora of the Laramie Group 1886.
- Types of the Laramie Flora 1887.
- The Psychic Factors of Civilization. 1893, 1906
- Contributions to Social Philosophy. 1895-97.
- Outlines of Sociology.1898.
- Contemporary Sociology. 1902
- Pure Sociology. A Treatise on the Origin and Spontaneous Development of Society. 1903
- A Text-Book of Sociology. 1905
- Applied Sociology. A Treatise on the Conscious Improvement of Society by Society. 1906.
- Glimpses of the Cosmos. A Mental Autobiography. (6 dílů) 1913-1918